# Kepler-296b

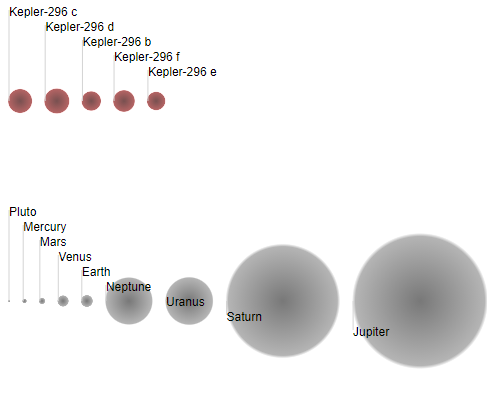
Escala de Kepler-296b comparado aos planetas do Sistema Solar.

Kepler-296b é um exoplaneta descoberto pelo telescópio espacial Kepler e foi inicialmente classificado como um candidato a planeta. Uma nova análise estatística realizada por uma equipe do Centro de Pesquisa Ames da NASA validou o planeta com 99 por cento de confiabilidade. Ele orbita Kepler-296, um sistema estelar binário localizado a cerca de 1.089 anos-luz a partir do Sol, na constelação de Lyra. Embora muitos parâmetros de Kepler-296b ainda são desconhecidos, é muito pouco provável que o objeto seja um falso positivo. Uma nova análise de imagem de alta resolução feita pelo Telescópio Espacial Hubble mostra um sistema estelar binário em que não está claro se este planeta orbita o componente A ou B. Os dados apresentados aqui são os valores calculados se orbitando o componente A.